# Oppera
Oppera ist eine US-amerikanische Rockband, die aus dem ehemaligen Pop-Star Martika und dem Musiker Michael Mozart besteht. Martika hatte im Sommer 1989 mit dem Lied Toy Soldier einen internationalen Charterfolg, verschwand jedoch 1992 nach ihrem zweiten Album aus dem Blickfeld der Öffentlichkeit.
Im Jahr 2000 eröffnete sie eine Internetpräsenz und veröffentlichte darüber einzelne Lieder. Im Jahr 2003 wurde Oppera zusammen mit einer Webseite mit dem Namen Area 51 auf die Beine gestellt. Das Debütalbum „Violince“ erschien 2004.
Ein zweites, selbstbetiteltes Album erschien im Jahr 2005, mit dem Oppera als Co-Headliner zusammen mit Pat Benatar auf Tour gingen. Zudem absolvierten sie auch eine Mini-Tour in Borders Book Buchläden, welche den Namen „Borders to Borders Tour“ trug.

## Diskografie
- Violince (2004)
- Oppera (2005)